# Piper cubense
Piper cubense är en pepparväxtart som beskrevs av C. Dc.. Piper cubense ingår i släktet Piper och familjen pepparväxter. Inga underarter finns listade i Catalogue of Life.